# 艶 (アルバム)
『艶』（つや）はスターダストレビュー12枚目のオリジナル・アルバム。1995年6月26日に発売された。

## 解説
1981年のデビューからのオリジナルメンバーであったキーボーディストの三谷泰弘が1994年に脱退後、4人で再スタートを切ったスターダストレビューの1年1か月ぶりのオリジナル・アルバム。
先行シングル「ふたり」を収録。

## 音楽性
本作より根本要がスターダストレビューの楽曲の作曲を主に手掛ける。
本作はパール兄弟のメンバーでありKANのバックバンドのキーボーディストである矢代恒彦を迎えて制作された。

## 収録曲
作詞・作曲：根本要（特記以外）／全編曲：スターダストレビュー・矢代恒彦
1. KEEP ON ROLLIN'
  - 作詞：林紀勝・渡辺なつみ
2. HELP ME
  - Horn arrangement：山本公樹
3. 空がこんなに青いはずがない
4. もっとそばに来て
5. この胸で泣けばいい
  - 作詞：林紀勝・根本要
6. ふたり
  - 作詞：渡辺なつみ／作曲：柿沼清史
7. My Love, Up Town Girl
  - 作詞：寺田正美・柿沼清史／作曲：柿沼清史
8. WHAT A WONDERFUL NIGHT
  - 作詞：林紀勝・根本要
9. 気がつけば君のこと
  - 作詞：寺田正美・根本要
10. 歳月の果てに
  - 作詞：林紀勝・渡辺なつみ
11. 光の中へ
  - 作詞：スターダストレビュー
12. ふたり（LIVE VERSION）
  - 2006年以降再発盤のみに収録のボーナス・トラック

## クレジット
全曲（特記以外）
Vocal, Guitar：根本要
Bass, Background Vocals：柿沼清史
Drums, Background Vocals：寺田正美
Percussion, Background Vocals：林“VOH”紀勝

Trumpet：数原晋/林研一郎/奥村晶
Trombone：清岡太郎
Tenor Sax：小池修
Baritone Sax：Robert Zung、金城寛文、吉永寿
Piano, Keyboards：矢代恒彦
Synthesizer：浦田恵司、富永邦彦、矢代恒彦
Strings：篠崎正嗣ストリングス
Strings Conducting：蓜島公二
Chorus：山本公樹
KEEP ON ROLLIN'
Sax solo：山本公樹
HELP ME
Piano solo：矢代恒彦
Sax solo：山本公樹
この胸で泣けばいい
Trumpet solo：水江 "ヨーカン" 洋一郎
My Love, Up Town Girl
Vocal：柿沼清史
WHAT A WONDERFUL NIGHT
Synthesizer Solo：矢代恒彦
Sax solo：山本公樹
気がつけば君のこと
Chopsticks piano：LOVELY NEMOTO
歳月の果てに
Organ solo：矢代恒彦
光の中へ
Piano：小林信吾